# Акбулатово (Бурзянский район)
Акбулатово (баш. Аҡбулат) — деревня в Бурзянском районе Республики Башкортостан Российской Федерации. Входит в состав Киекбаевского сельсовета. 

## География

### Географическое положение
Расстояние до:
- районного центра (Старосубхангулово): 26 км,
- центра сельсовета (Киекбаево): 10 км,
- ближайшей железнодорожной станции (Белорецк): 165 км.

## Население
| 2002 | 2009 | 2010 |
| ---- | ---- | ---- |
| 10   | ↘5   | →5   |

Согласно переписи 2002 года, преобладающая национальность — башкиры (90 %).